# Выборы столиц Европейских игр

## Выборы столиц Европейских игр

### Европейские игры 2015

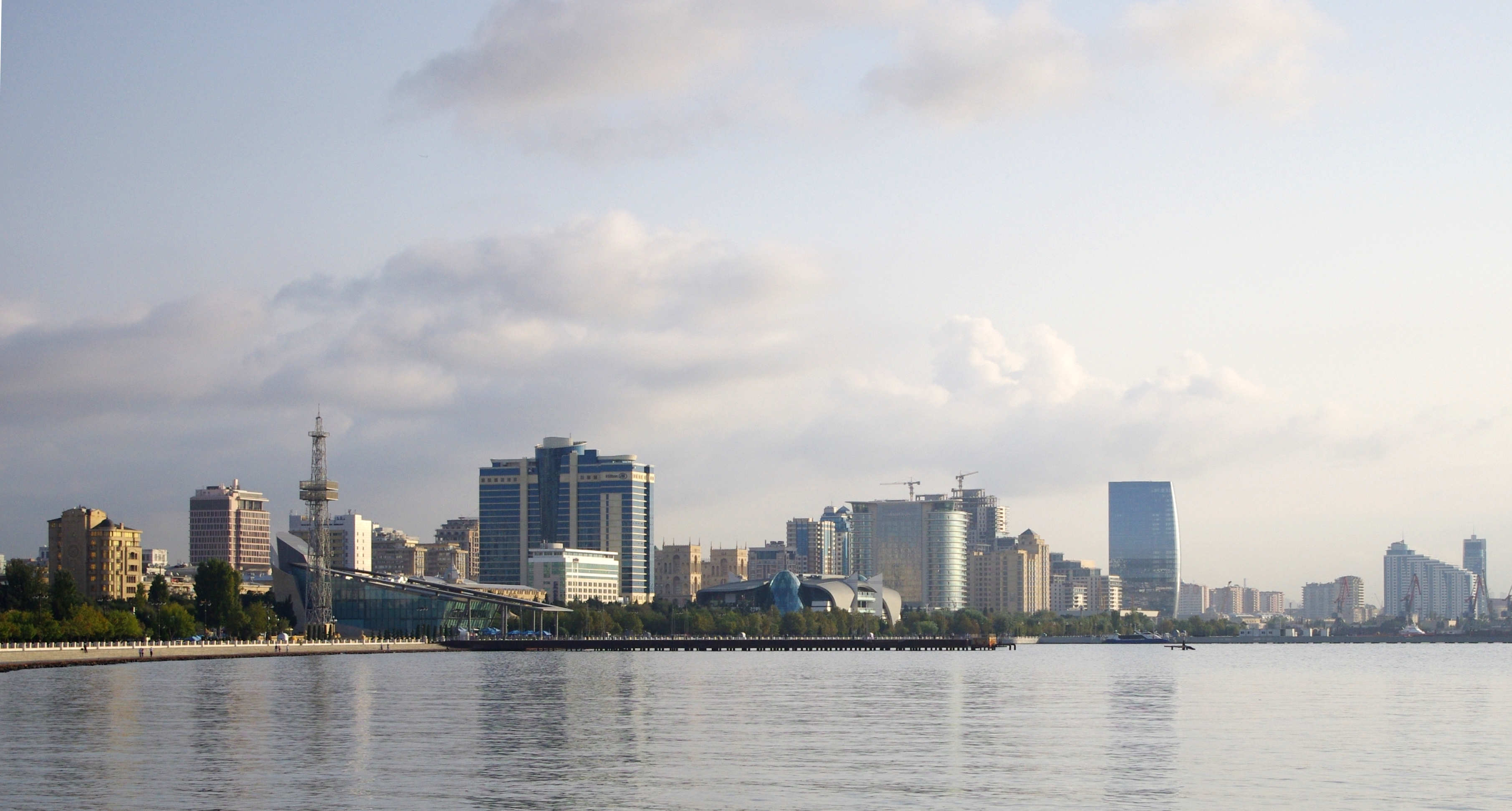
Баку — город проведения первых Европейских игр

Идея проведения Европейских игр принадлежит главе Олимпийского комитета Европы Патрику Хики. Вначале предполагалось проведение первых Европейских игр в Белоруссии, но после её официального отказа Хики обратился к Азербайджану. Решение о проведении первых в истории Европейских Игр было принято 8 декабря 2012 года на 41-й Генеральной ассамблее Европейского Олимпийского комитета, прошедшей в Риме, в штаб-квартире Национального олимпийского комитета Италии в спорткомплексе «Форо Италико». По итогам тайного голосования, 38 из 48 стран участников Генеральной ассамблеи проголосовали за Баку, который был единственным кандидатом в списке, 8 — против, два — воздержались.
Соглашение о проведении первых игр в Баку подписали президент Европейского олимпийского комитета Патрик Хики, генеральный секретарь Европейского олимпийского комитета Рафаель Пагноцци, министр молодёжи и спорта Азербайджана Азад Рагимов и вице-президент Национального олимпийского комитета Азербайджана Чингиз Гусейнзаде.

### Европейские игры 2019

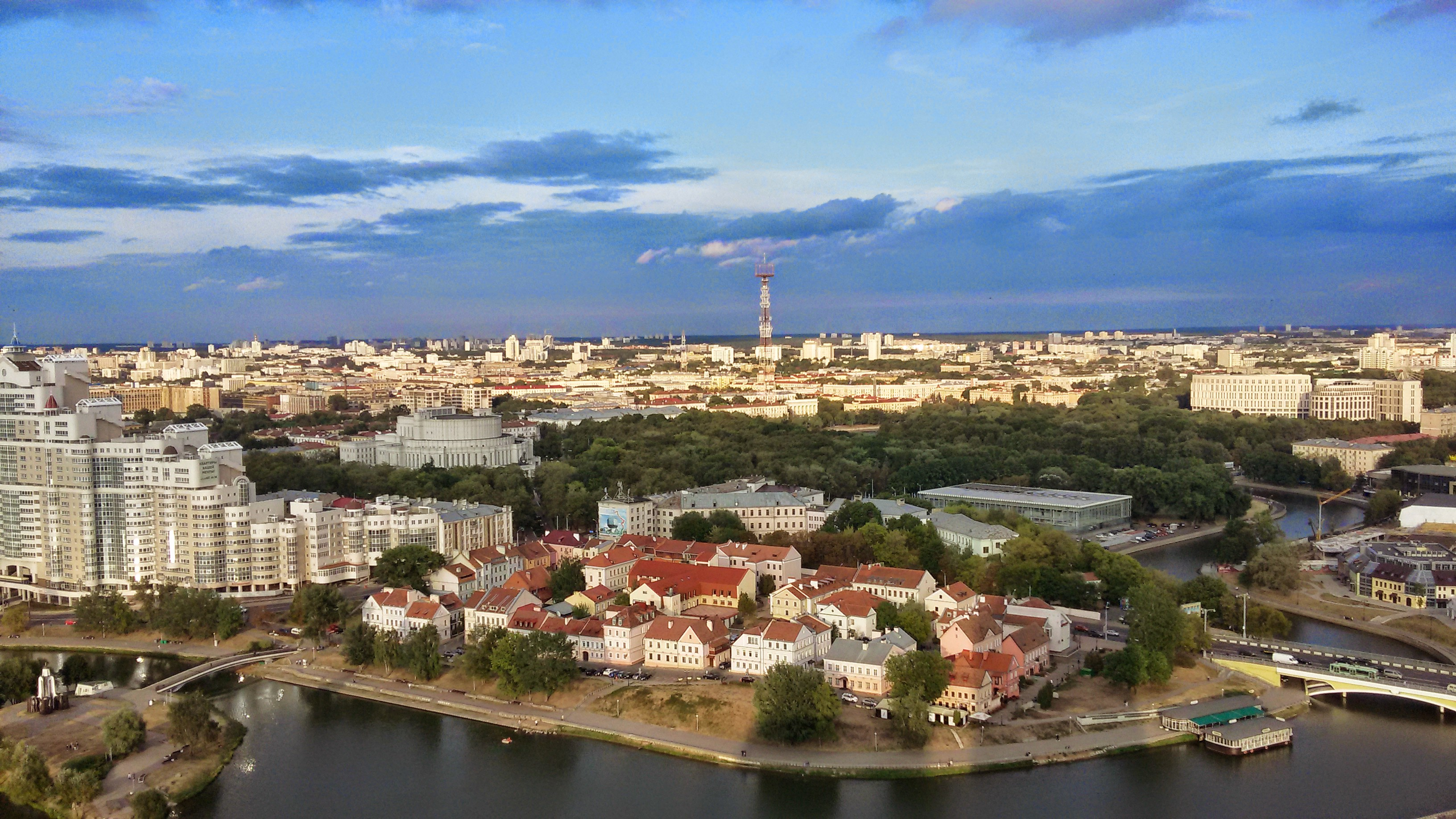
Минск — город проведения вторых Европейских игр

В проведении у себя в 2019 году вторых Европейских игр выразил свою заинтересованность ряд стран и городов. Европейский олимпийский комитет занимается созданием рабочей группы, координирующей процесс выбора места проведения Европейских игр 2019. Также были опасения, что первые Европейские игры станут последними. 16 мая 2015 года участниками заседания Чрезвычайной генеральной ассамблеи Европейского олимпийского комитета было принято решение о проведении II Европейских игр 2019 года в Нидерландах. Соревнования предполагалось провести в семи городах, в том числе Амстердаме, Гааге, Эйндховене, Роттердаме, Утрехте. 10 июня 2015 года Нидерланды отказались от проведения II Европейских игр.
После отказа Нидерландов (Амстердам), свою заинтересованность в принятии игр выразил ряд стран — Белоруссия (Минск), Великобритания (Глазго), Польша (Познань), Россия (Казань и Сочи), Турция (Стамбул).
В ноябре 2015 года Россия была определена как хозяйка II Европейских игр, но одновременно началось расследование WADA допингового скандала в России. В канун Олимпиады 2016 ввиду санкций за объявленную по результатам расследования государственную поддержку допинга МОК отказал в поддержке проведения в России основных спортивных мероприятий, включая II Европейских игр, и на заседании Генеральной ассамблеи ЕОК, которая прошла в Минске 21 октября 2016 года, местом проведения II Европейских игр был избран Минск.

### Европейские игры 2023

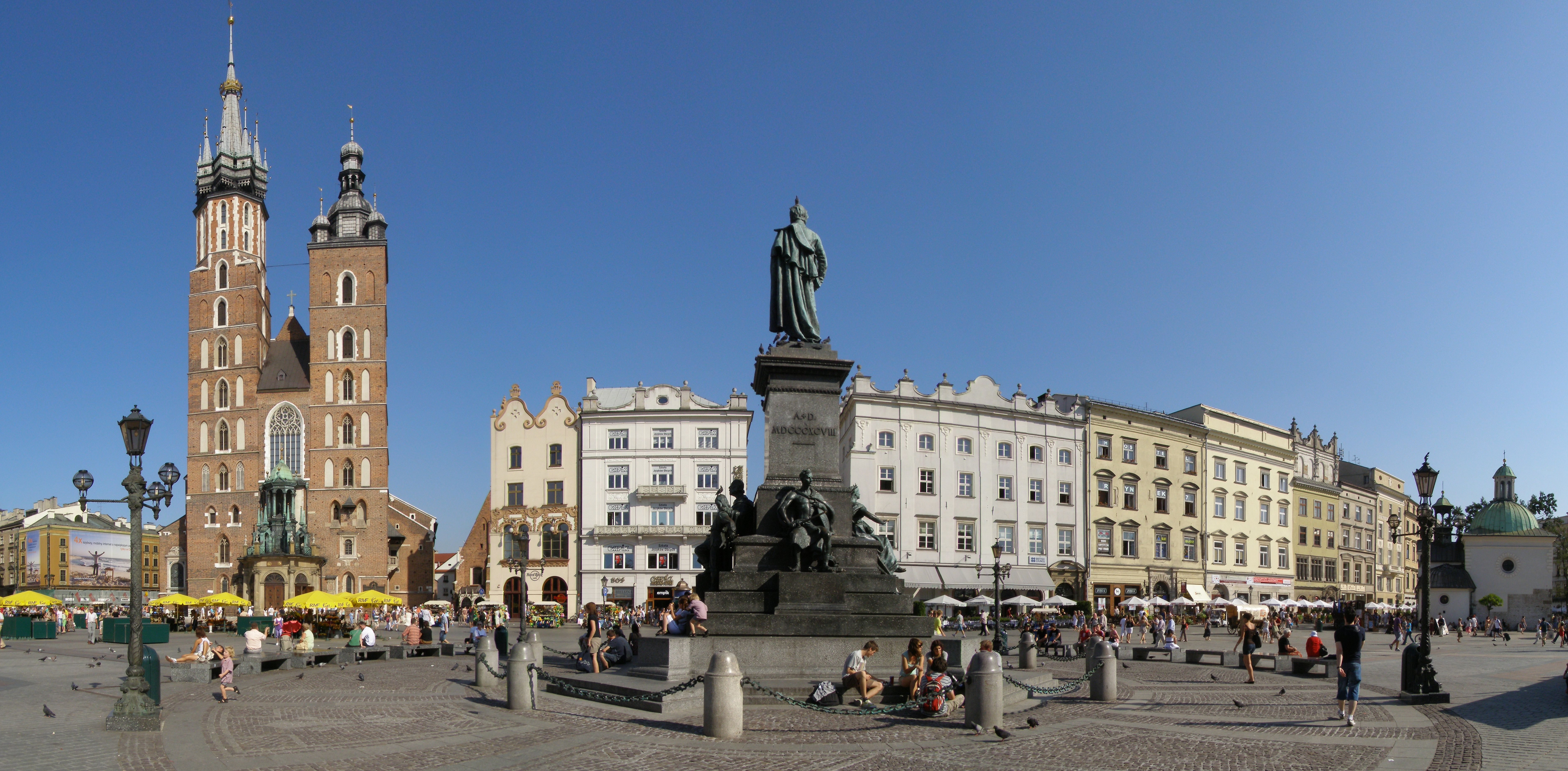
Краков — город проведения третьих Европейских игр

На проведение третьих Европейских игр в 2023 году претендовали Манчестер (Великобритания), Хайфа (Израиль), Катовице (Польша). 14 августа 2018 года высокопоставленный российский источник заявил: «У нас есть возможность провести Европейские Олимпийские игры. Если России это доверено, то можно будет провести в 2023 году», — сказал собеседник агентства.. В январе 2019 года было объявлено, что Россия подаёт заявку на проведение игр в Казани. Приём заявок производился с ноября 2018 года по февраль 2019 года, место проведения планировалось выбрать до открытия вторых игр в июне 2019 года. Однако по приближению даты выбора почти все кандидаты отозвали свои заявки, так что остался только Краков. Так как срок подачи заявок к этому времени уже истёк, и Европейские игры 2023 пройдут в Кракове.

## Года и места проведения
| Игры | Год  | Церемония открытия | Церемония закрытия | Город  | Страна      | Количество стран | Количество видов спорта |
| ---- | ---- | ------------------ | ------------------ | ------ | ----------- | ---------------- | ----------------------- |
| I    | 2015 | 12 июня            | 28 июня            | Баку   | Азербайджан | 50               | 30                      |
| II   | 2019 | 21 июня            | 30 июня            | Минск  | Беларусь    | 50               | 15                      |
| III  | 2023 | 21 июня            | 2 июля             | Краков | Польша      | 48               | 30                      |
| IV   | 2027 | БОП                | БОП                | БОП    | БОП         | БОП              | БОП                     |